# Ingvarsstenarna

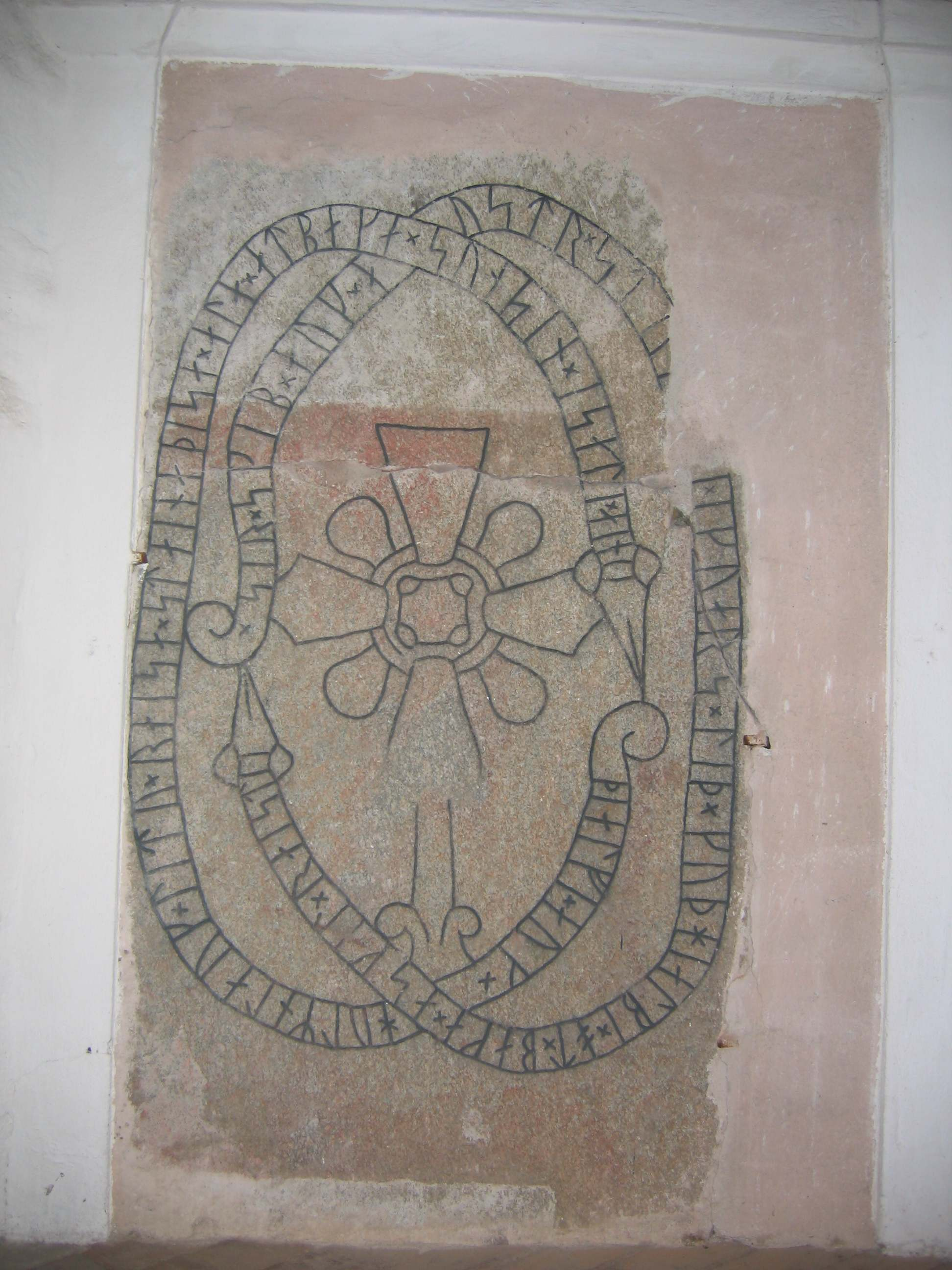
Stenen U778 i Svinnegarns kyrka.

Ingvarsstenarna är de runstenar som restes till minne av nordmän som dött under Ingvar den vittfarnes katastrofala vikingatåg, när de på sina skepp färdade i österled kring åren 1036-1041. Vikingatåget har därför fått namnet Ingvarståget. 
Gripsholmsstenen (Sö 179) är en av de mest bekanta av Ingvarsstenarna.
Totalt finns det mellan 25 och 30 Ingvarsstenar, vilket är enastående när det gäller runstenar som kan knytas till en och samma historiska händelse.

## Skeppsägare
Bland ett flertal viktiga omständigheter avseende Ingvarsstenarna, finns exempelvis vetskapen om att enskilda hövdingar med egna skepp förekom inom ramarna för Ingvarståget, eftersom vissa av runstenarna talar om skeppsägare. Därvidlag kan till exempel Svinnegarnsstenen (U 778) i Uppland nämnas. Denna har dessutom enligt sin egen inskription varit en del av ett större monument, vilket förmodligen funnits vid Svinnegarns dåtida tingsplats. Stenen är rest av föräldrarna till en av Ingvarstågets deltagare, sonen Banke, som varit en av dessa skeppsägare. Inskriften på U 778 som är ett gott exempel på en Ingvarssten följer nedan:
Translitterering av runraden:
þialfi × auk × hulmnlauk × litu × raisa × staina þisa × ala × at baka × sun sin × is ati × ain × sir × skib × auk × austr × stu[rþi ×] i × ikuars × liþ × kuþ hialbi × ot × baka × ask(i)l × raist
Normalisering till runsvenska:
Þialfi ok Holmlaug letu ræisa stæina þessa alla at Banka/Bagga, sun sinn. Es atti æinn seʀ skip ok austr styrði i Ingvars lið. Guð hialpi and Banka/Bagga. Æskell ræist.
Översättning till nusvenska:
Tjälve och Holmlög läto resa alla dessa stenar efter Banke, sin son. Han ägde ensam för sig ett skepp och styrde österut i Ingvars lid. Gud hjälpe Bankes själ. Äskil ristade.

## Galleri

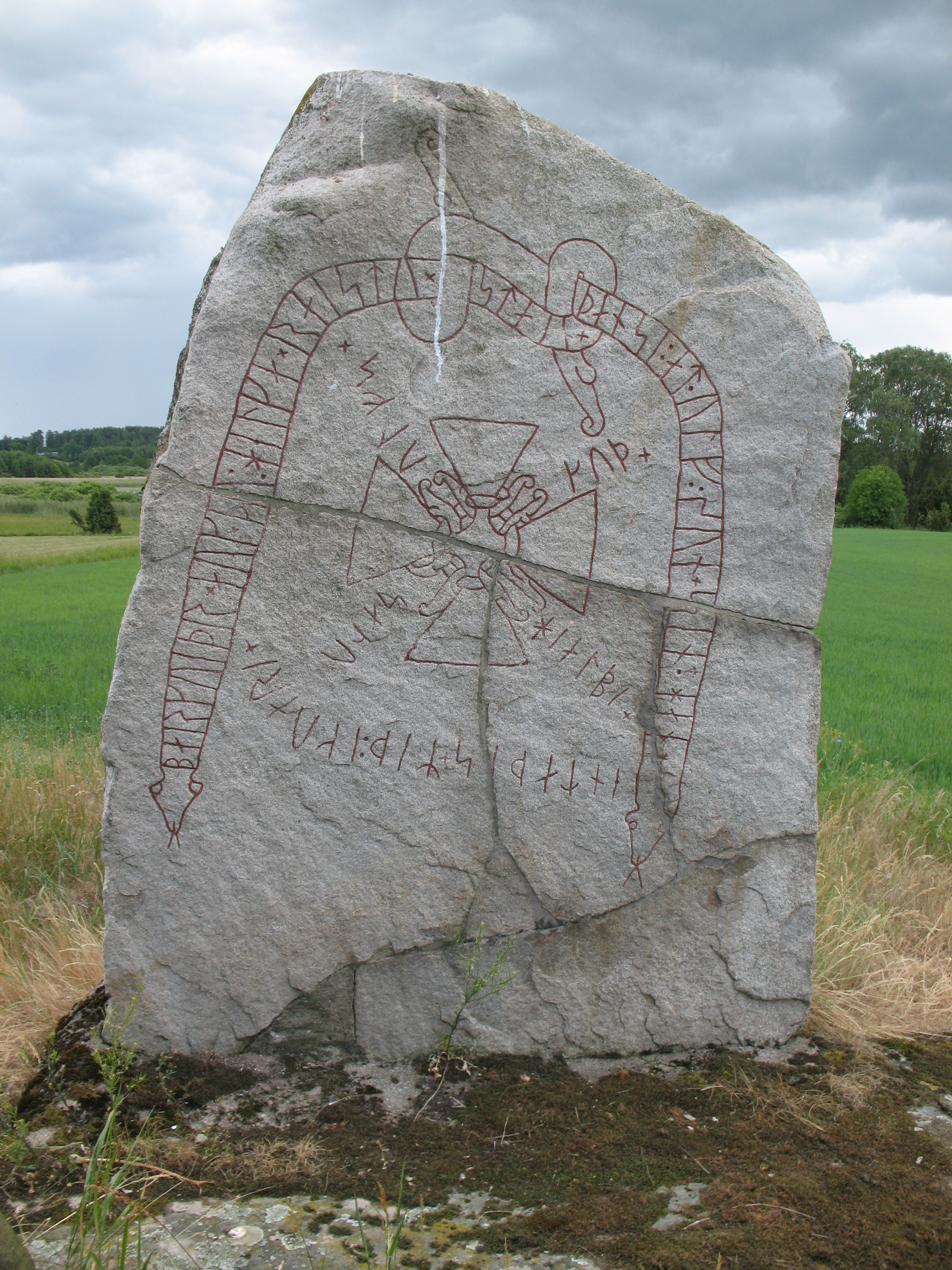
Sö 9 i Lifsinge, Dillnäs socken
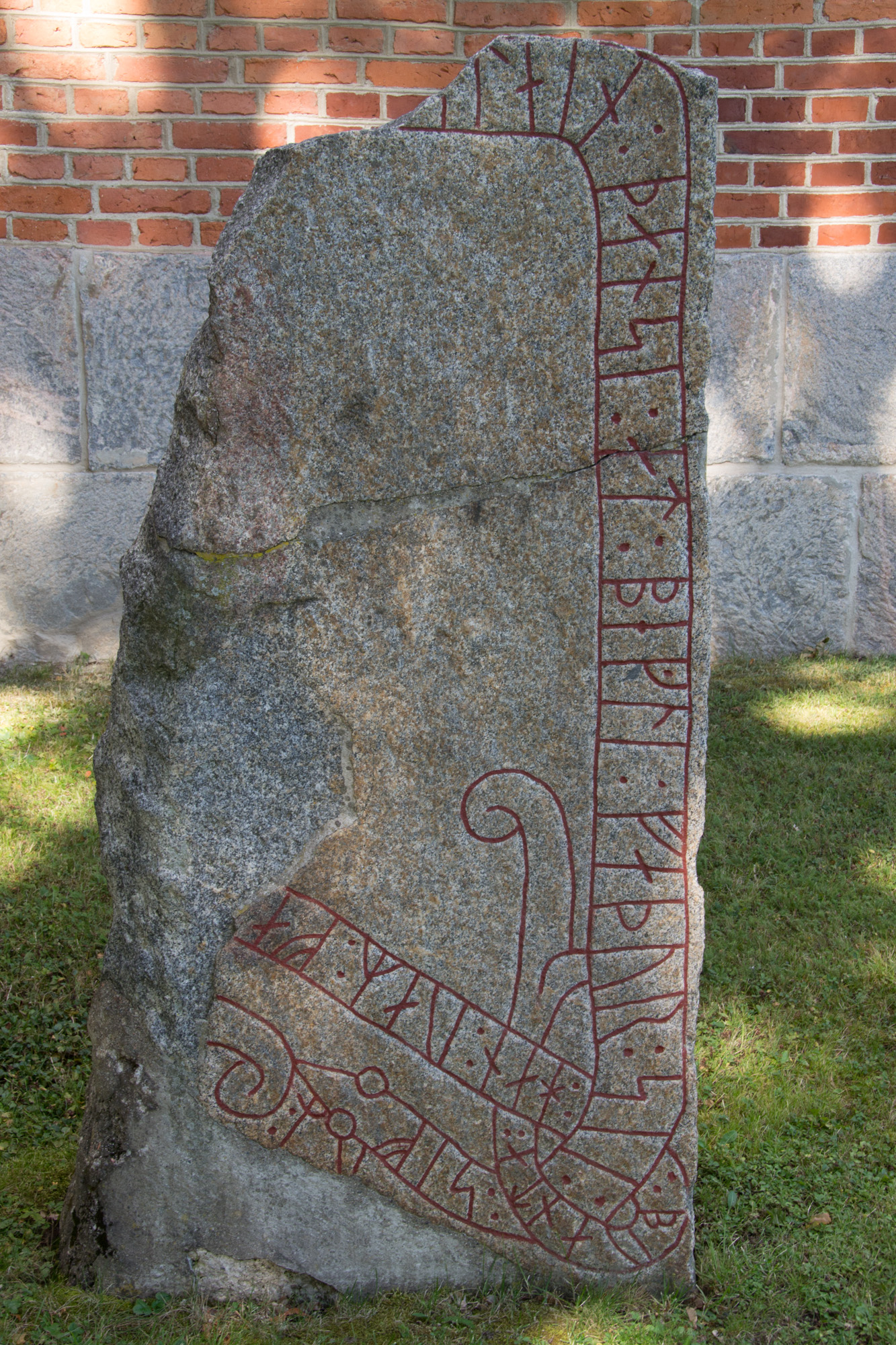
Sö 96 vid Jäders kyrka, Jäders socken
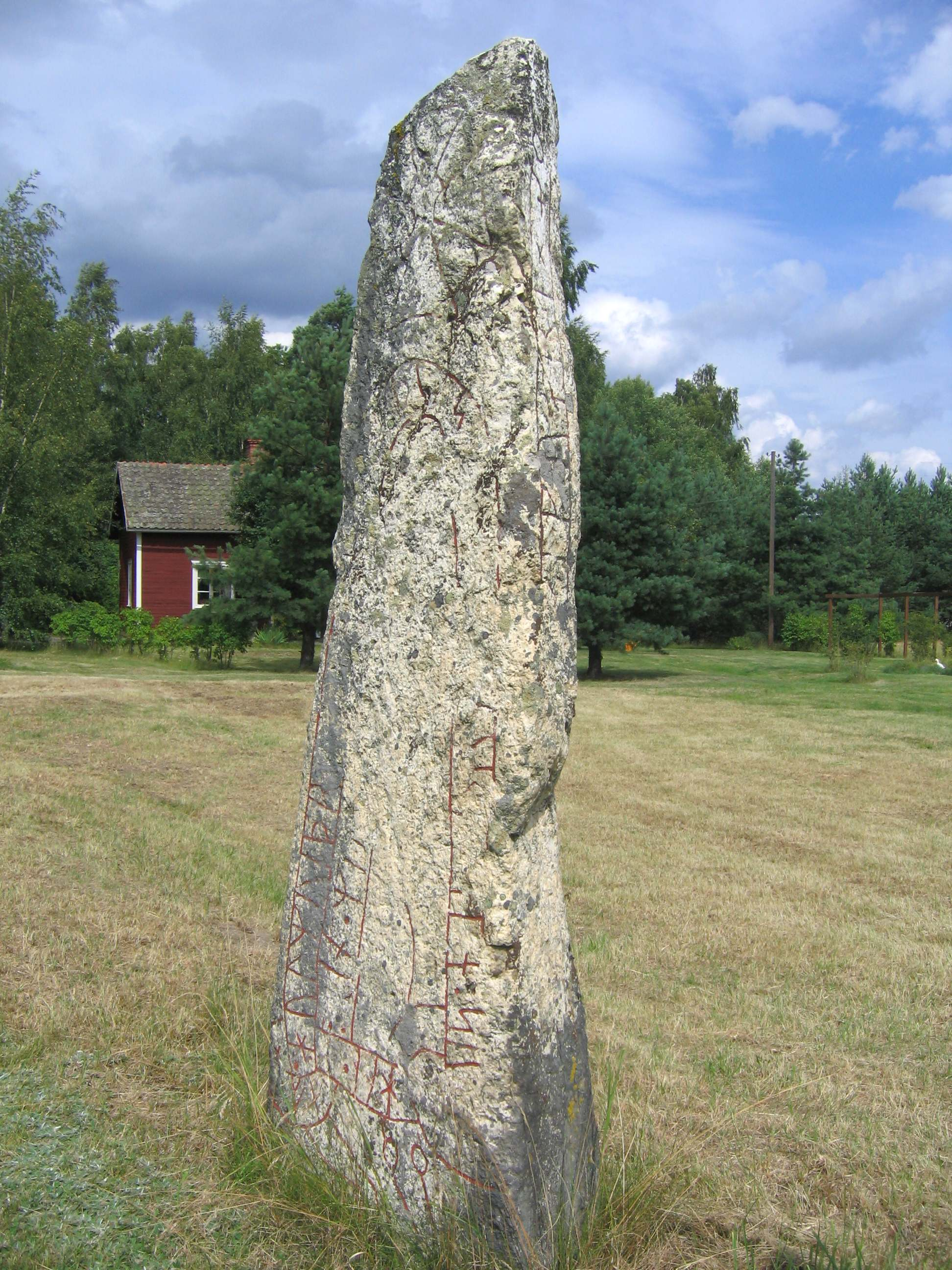
Sö 105 i Högstena, Kjula socken
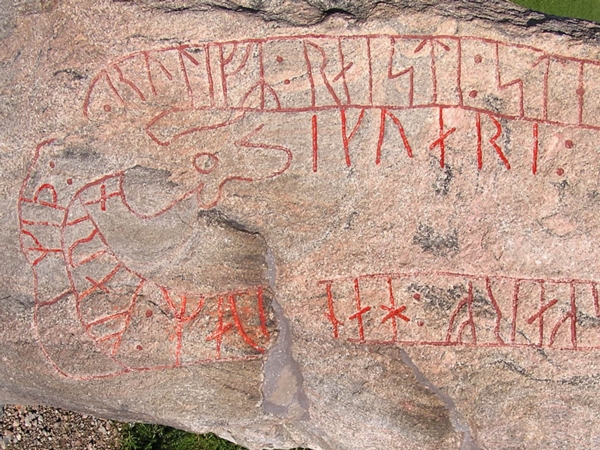
Sö 107 i Balsta, Klosters socken
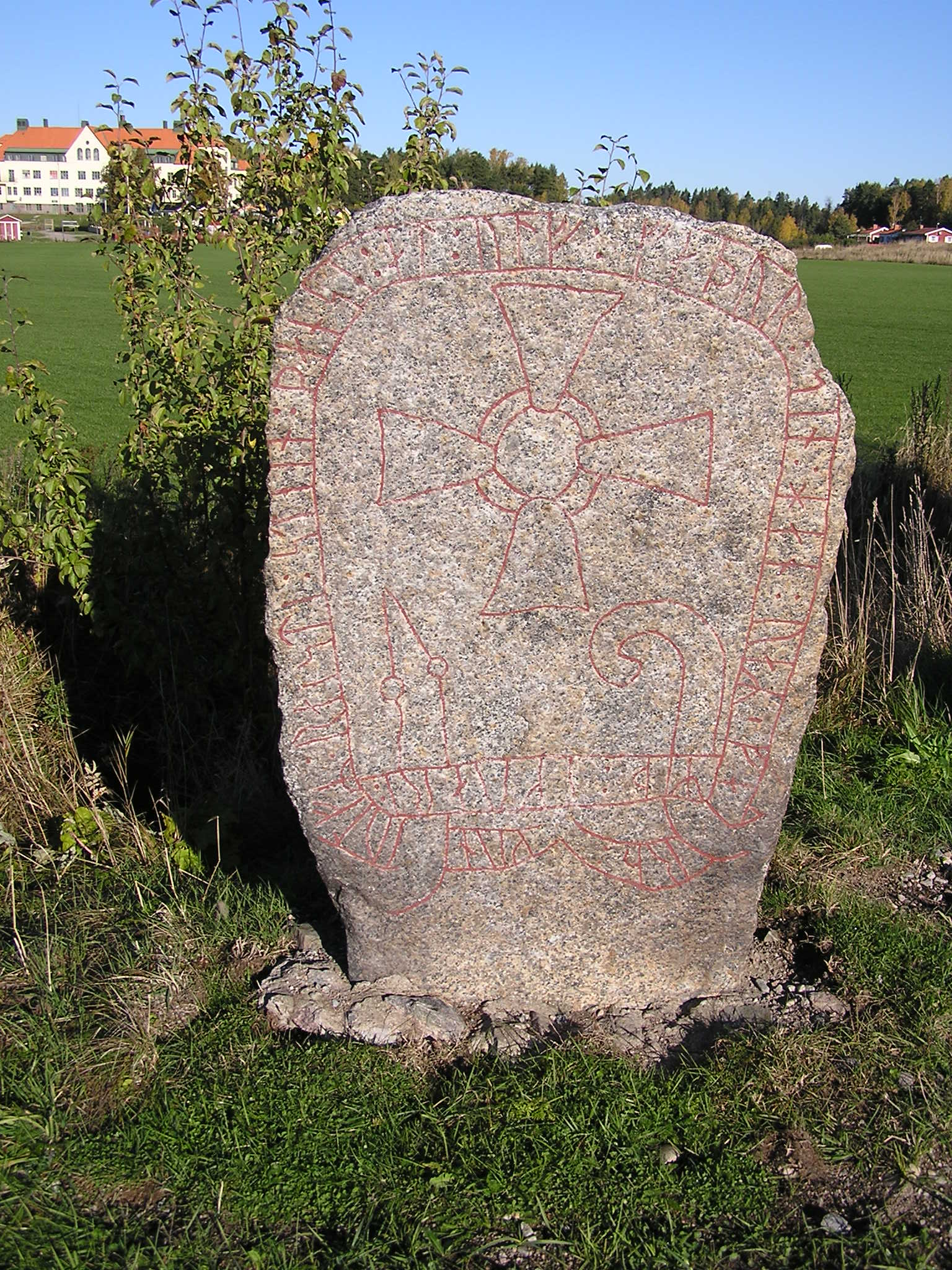
Sö 108 i Balsta, Klosters socken
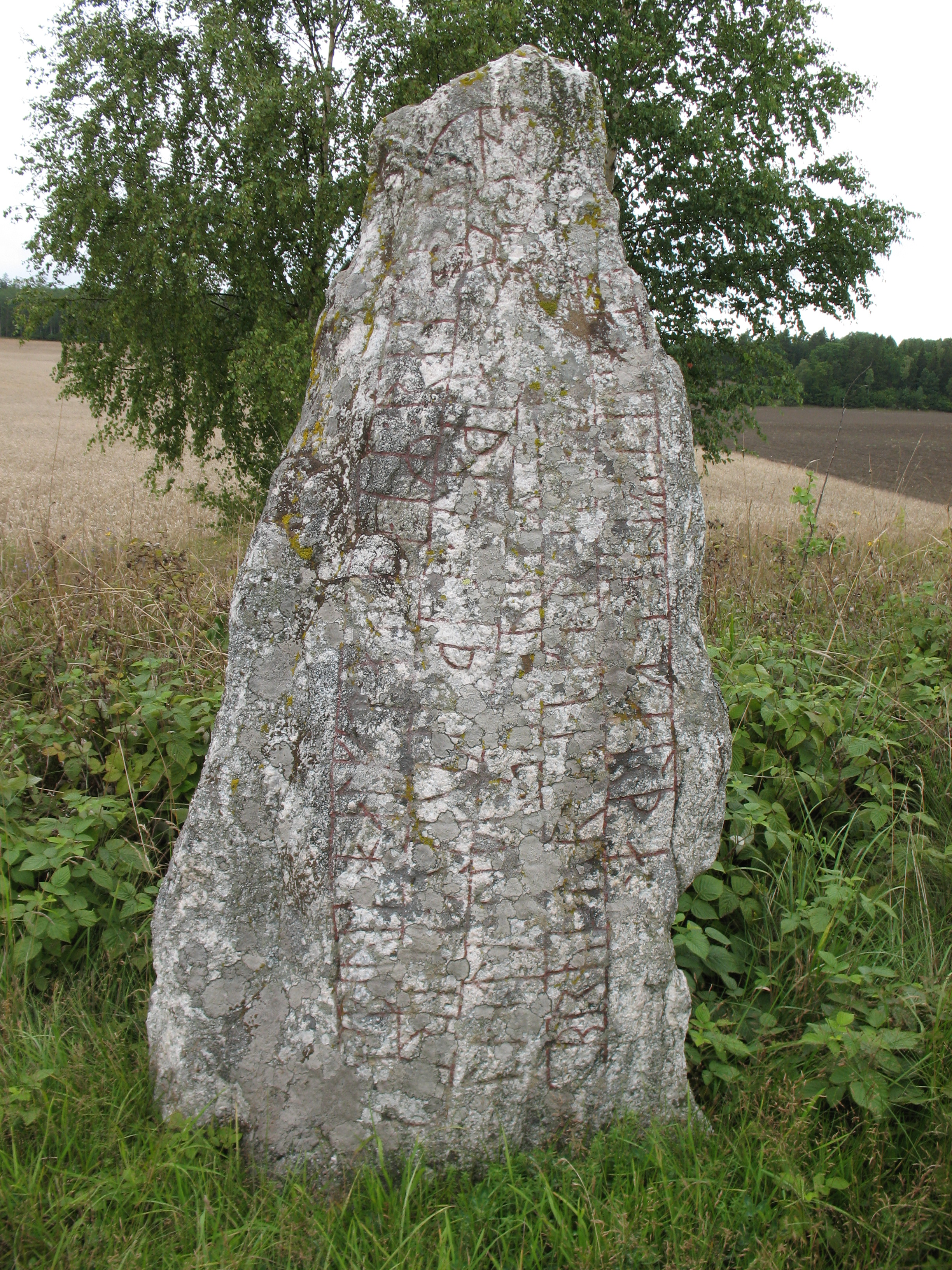
Sö 131 i Lundby, Lids socken
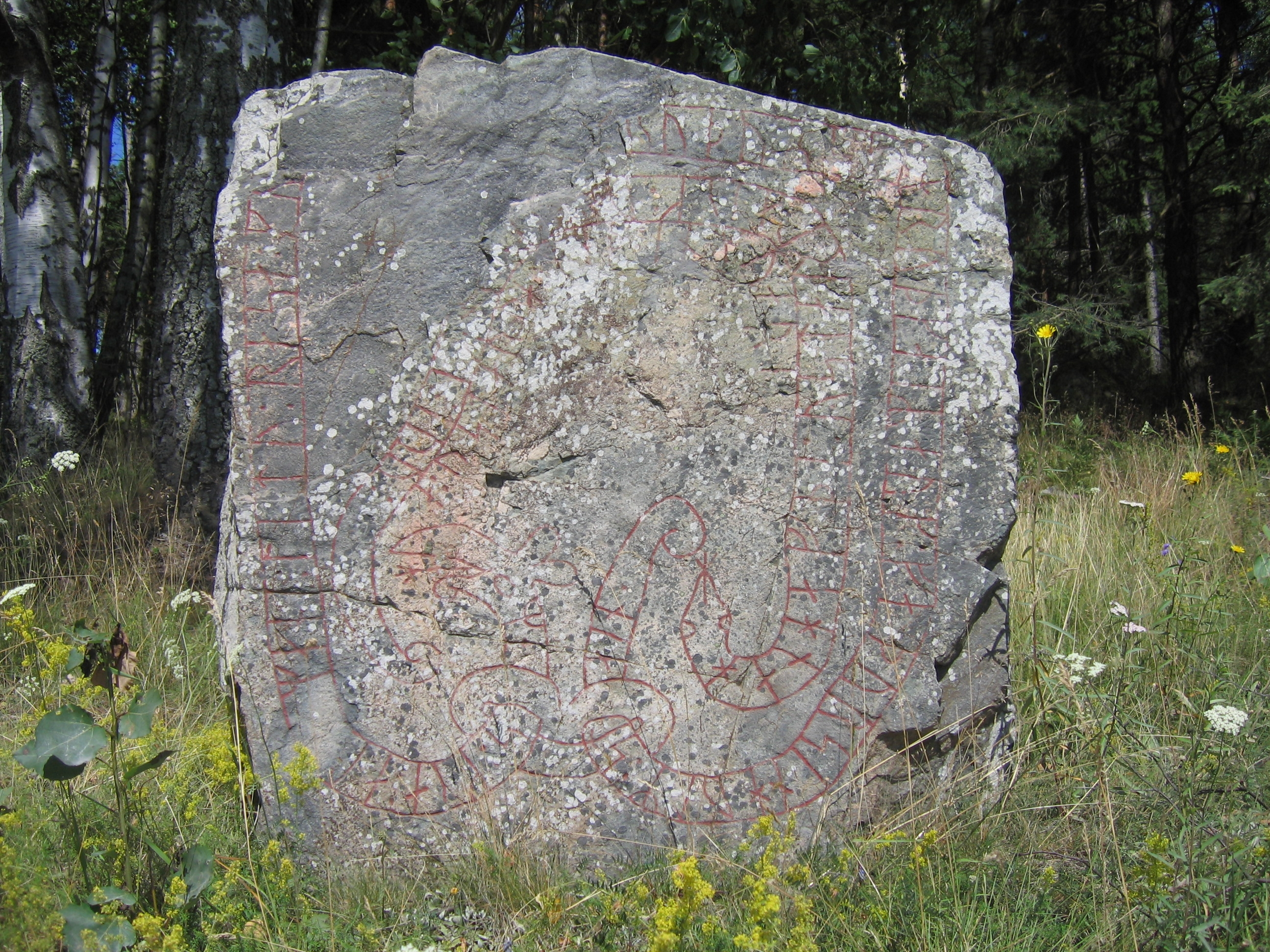
Sö 173, Tystberga socken
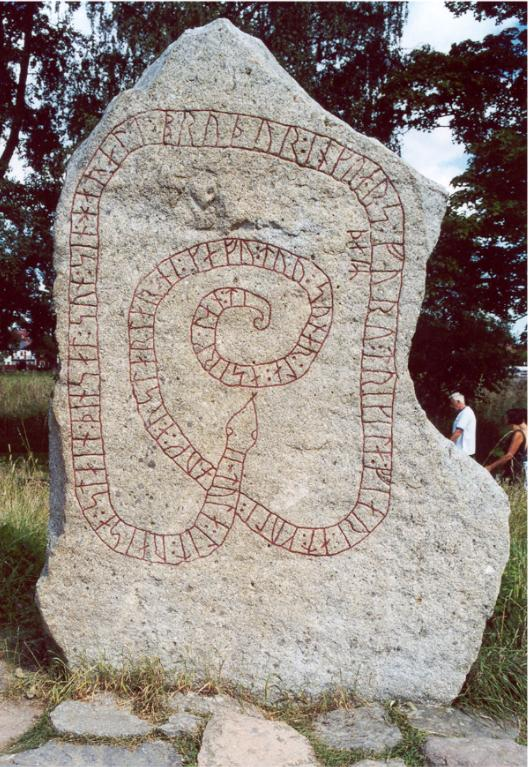
Sö 179, Gripsholm
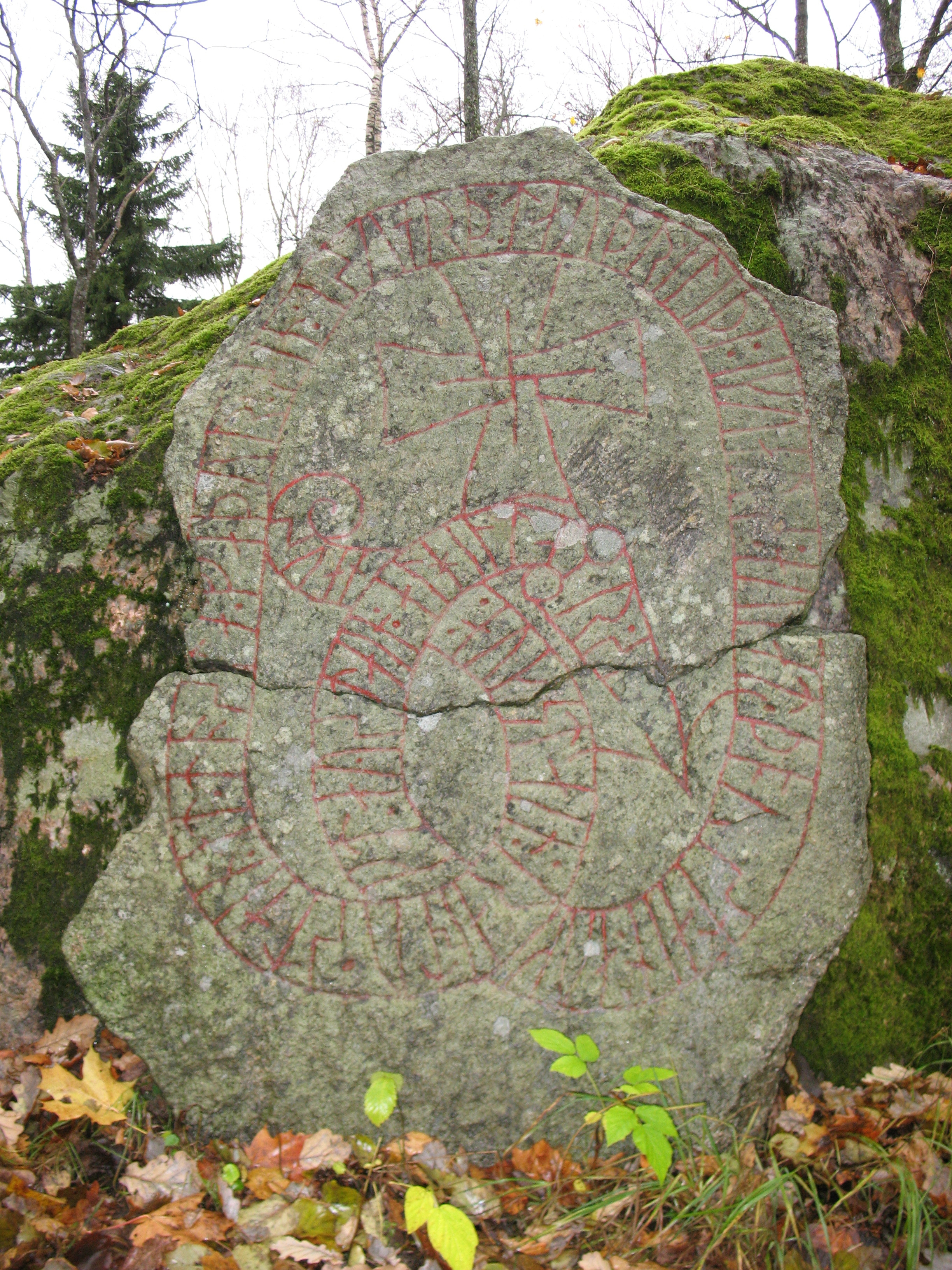
Sö 254 vid Vansta gård, Ösmo socken
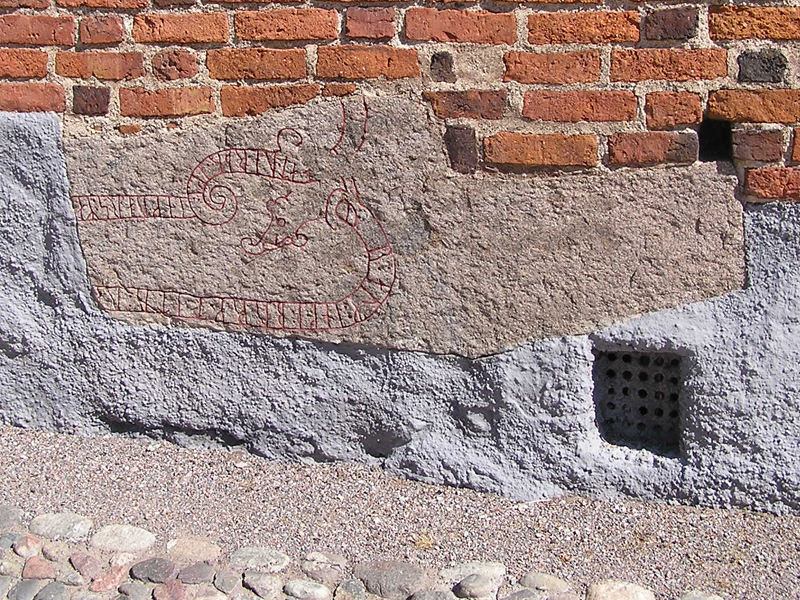
Sö 277, Strängnäs domkyrka
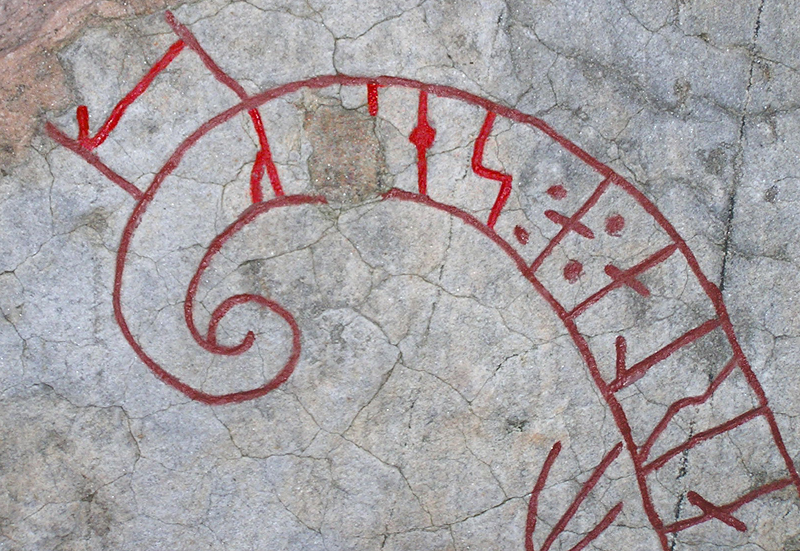
Sö 279, Strängnäs domkyrka
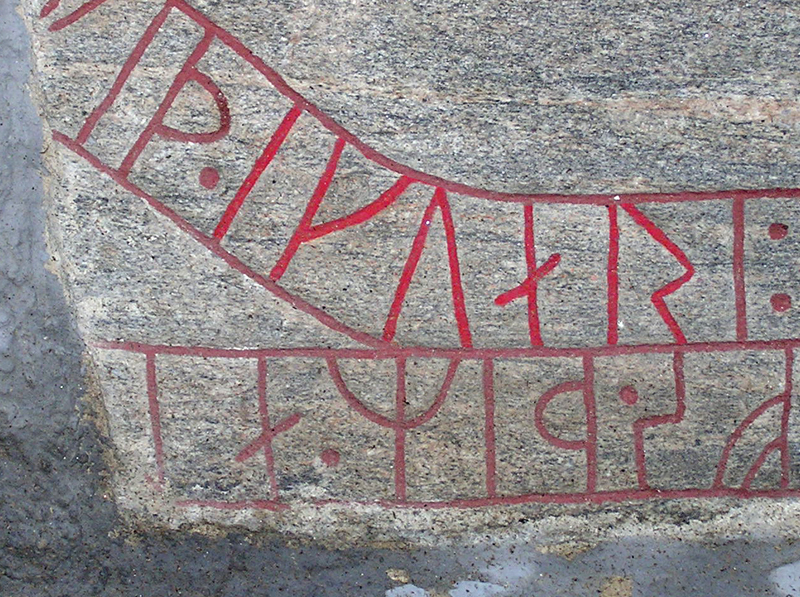
Sö 281, Strängnäs domkyrka
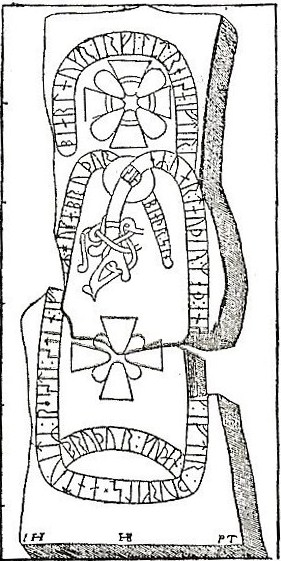
Sö 287 (försvunnen), Hundhamra (nu Norsborg), Botkyrka
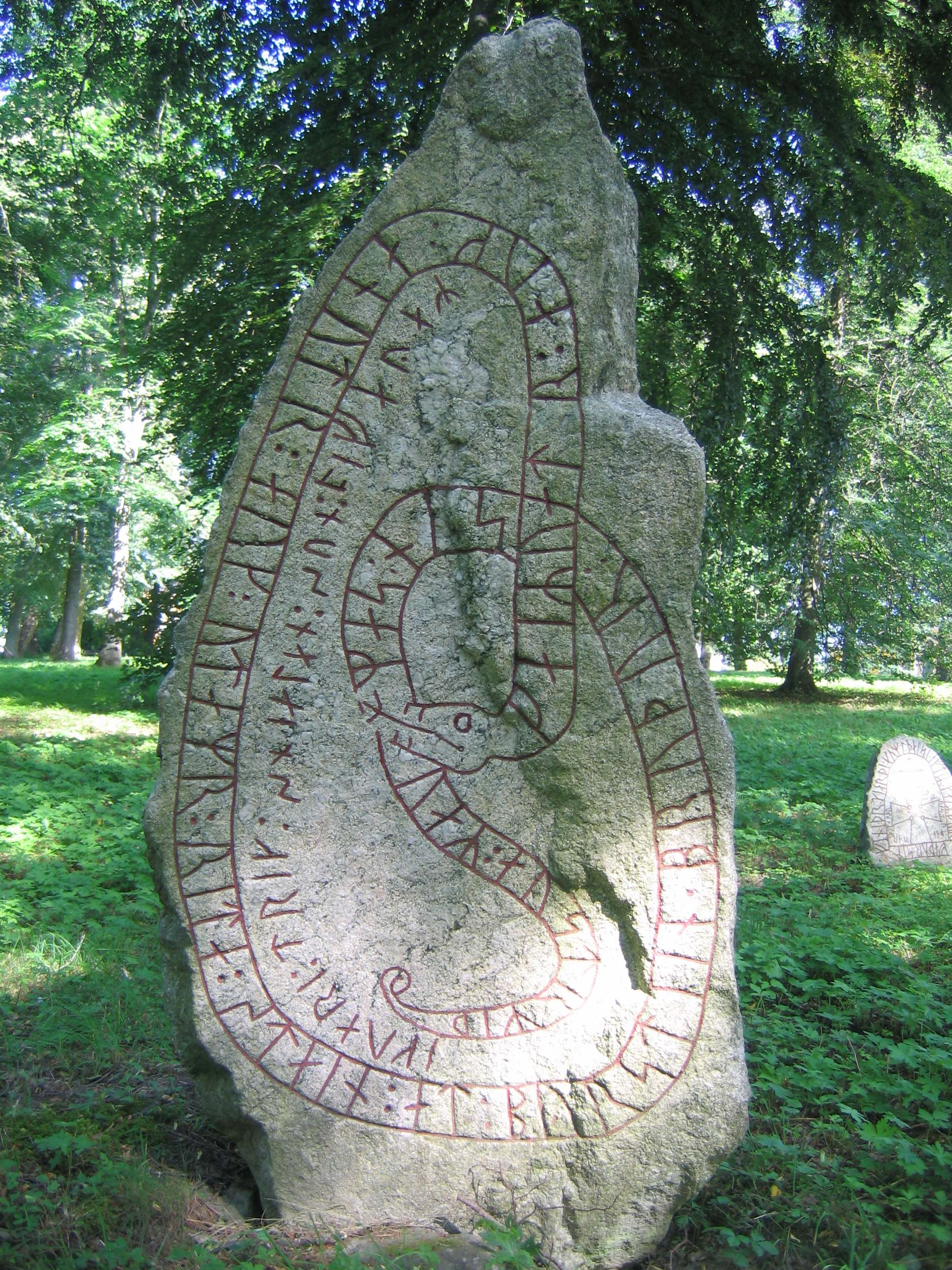
Sö 320, Årdala socken
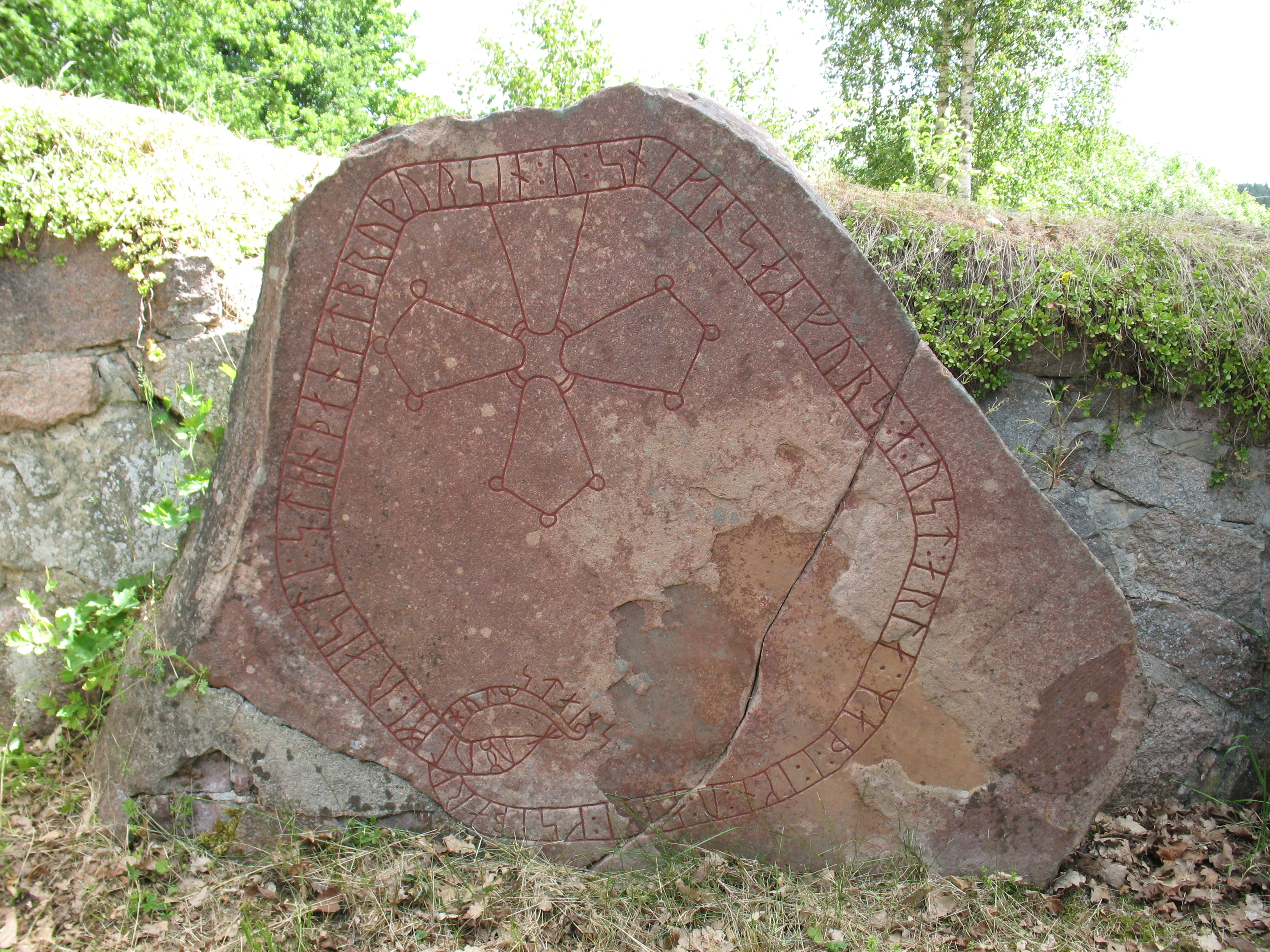
Sö 335 i Ärja kyrkoruin, Åkers socken
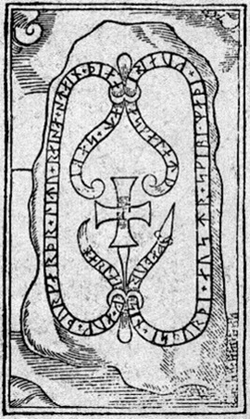
U 439 (försvunnen), Steninge, Husby-Ärlinghundra socken
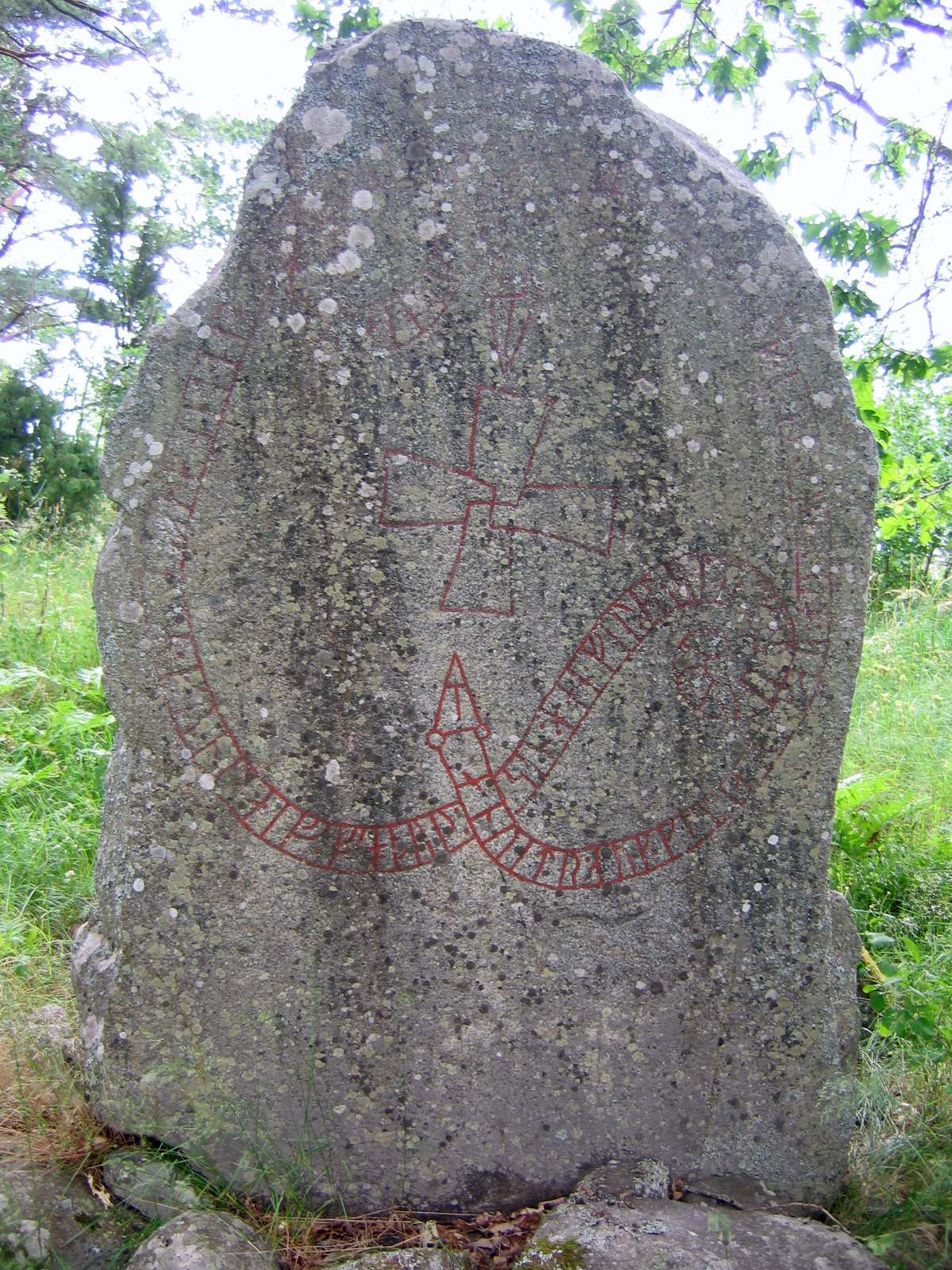
U 644, Ekilla bro
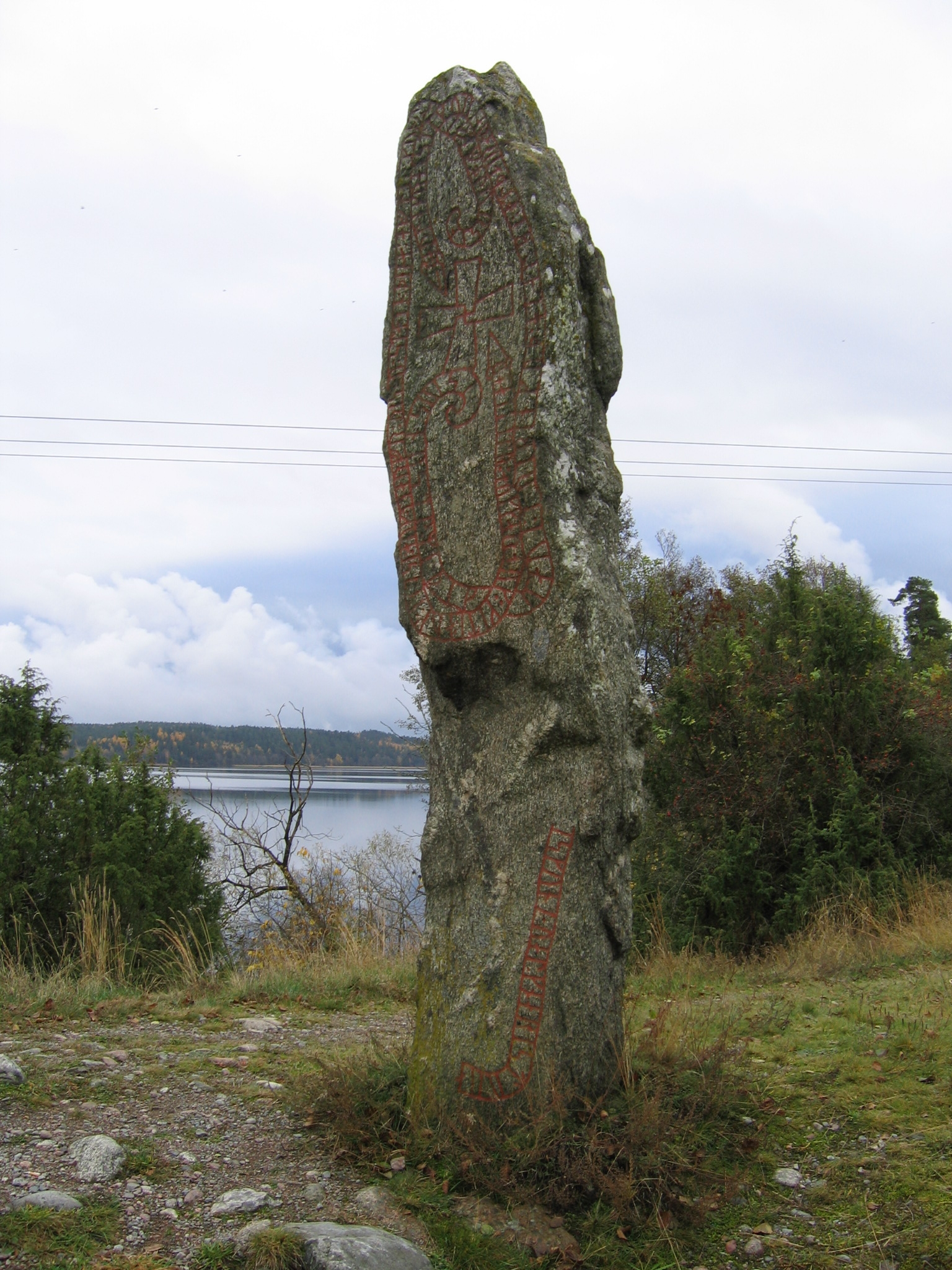
U 654, Varpsund, Övergrans socken.
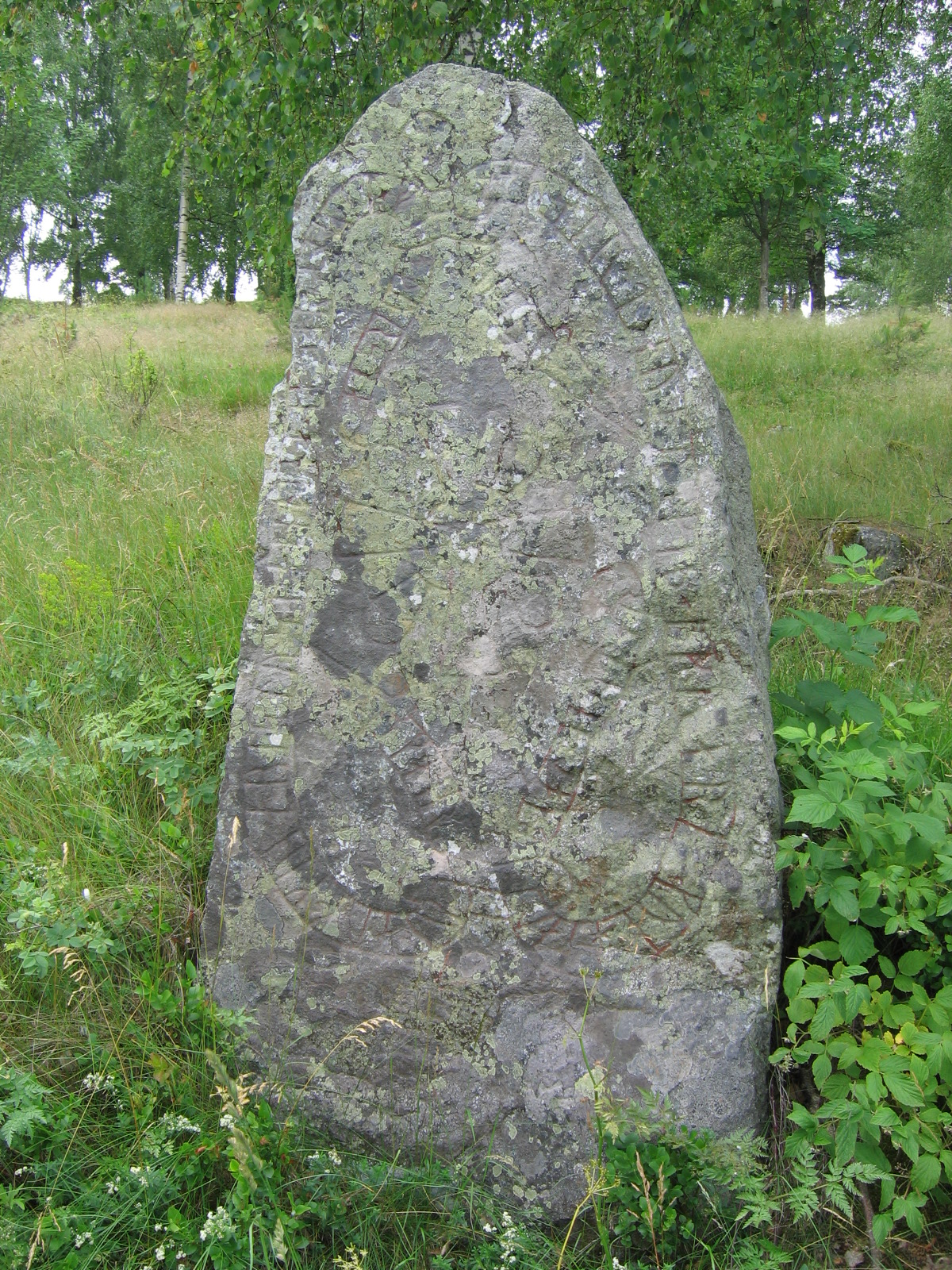
U 661, Råby, Håtuna socken.
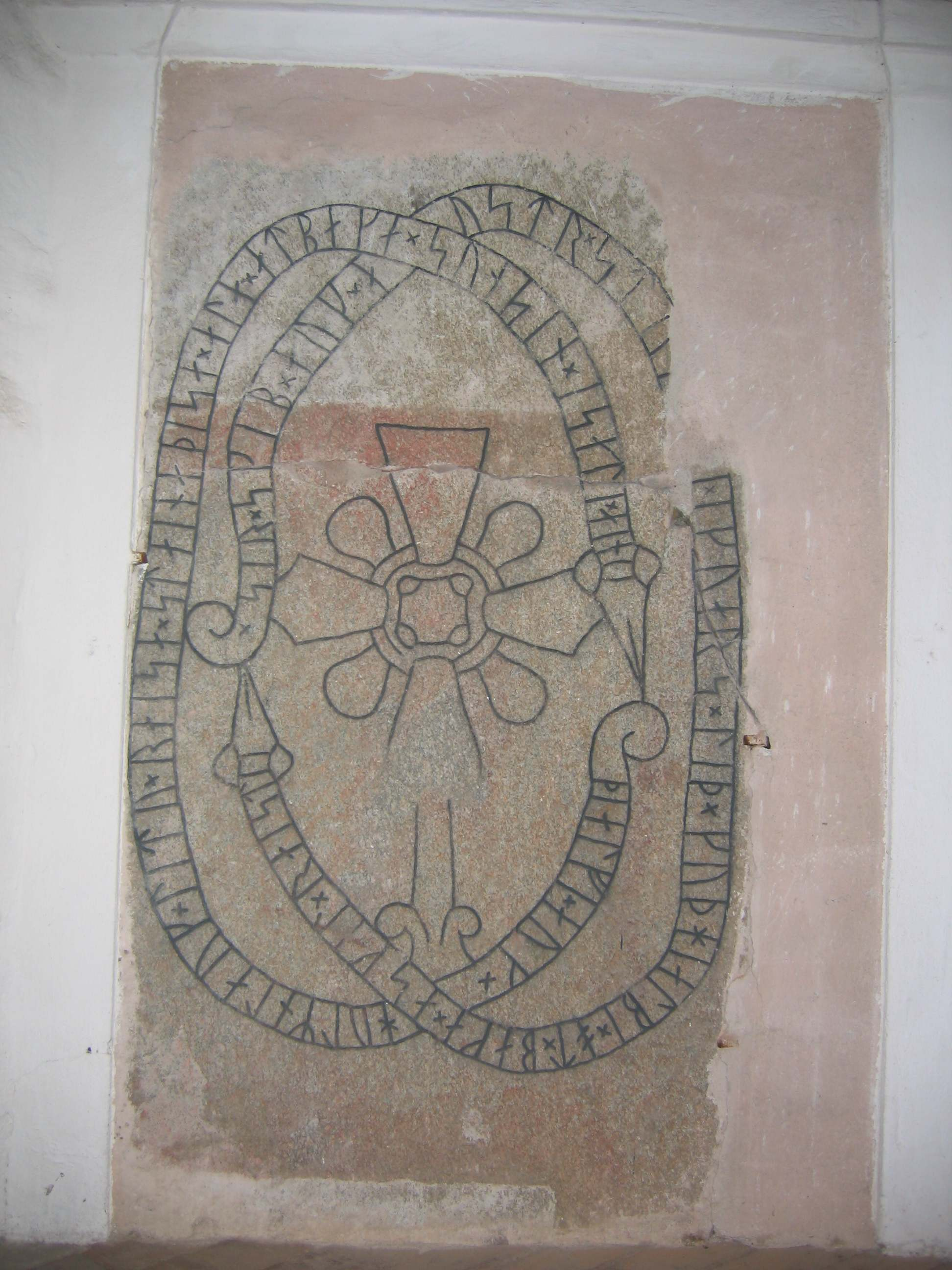
U 778, Svinnegarns kyrka, Svinnegarn socken.
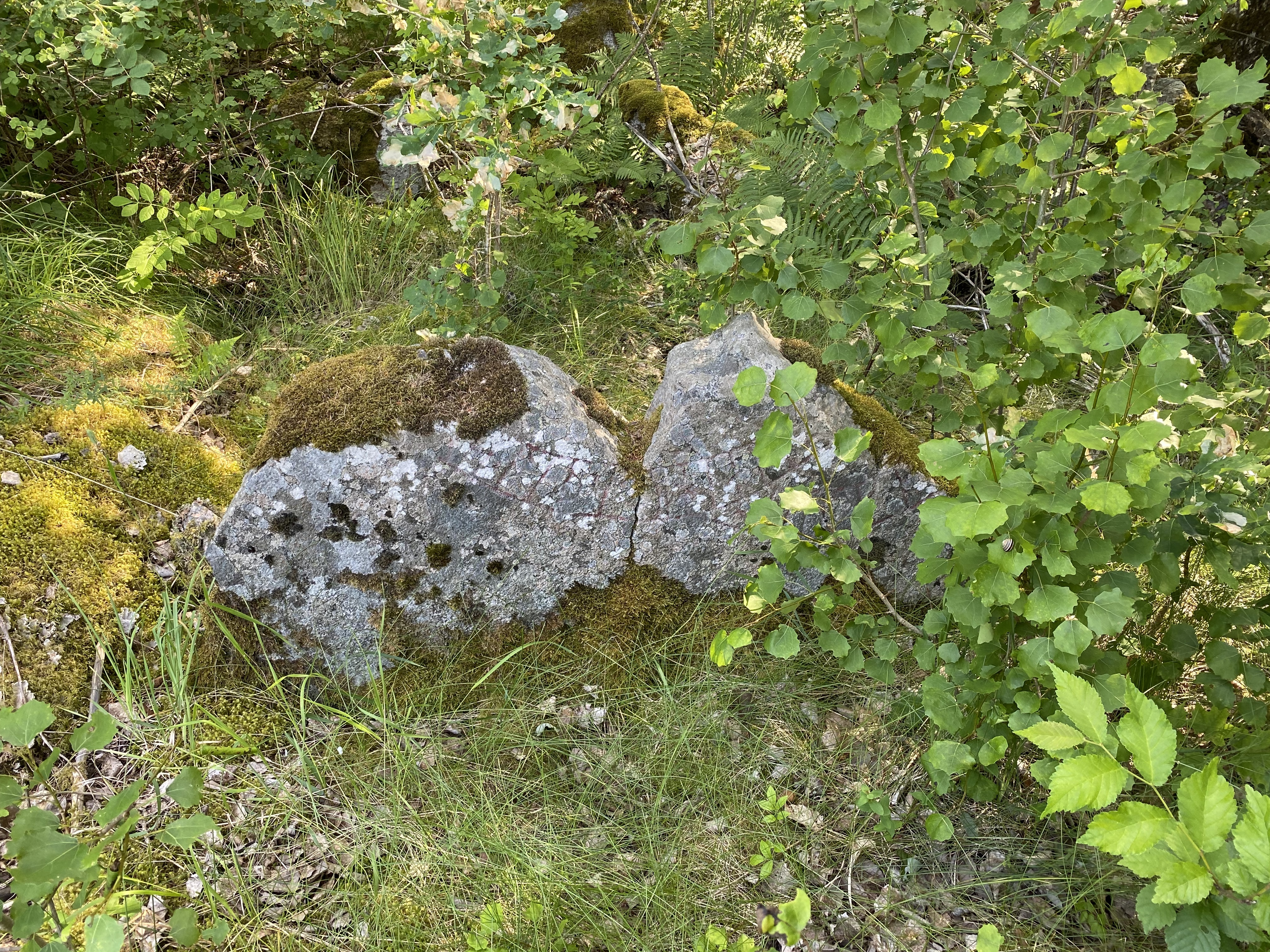
U 837, Alsta, Nysätra socken.
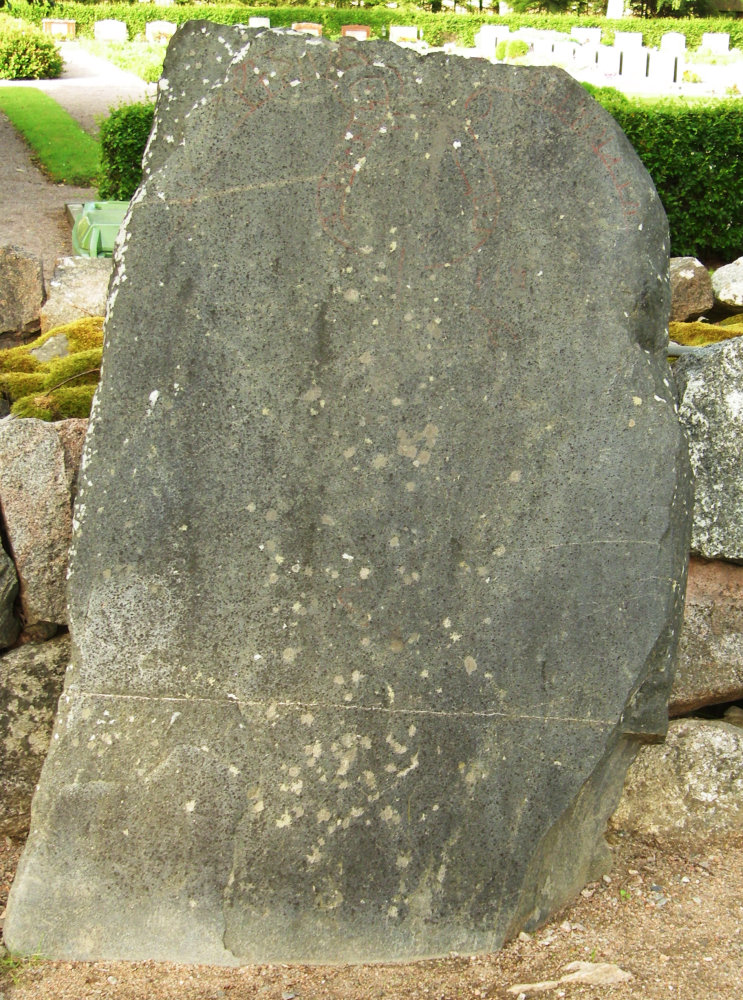
U 1143 vid Tierps kyrka, Tierps socken
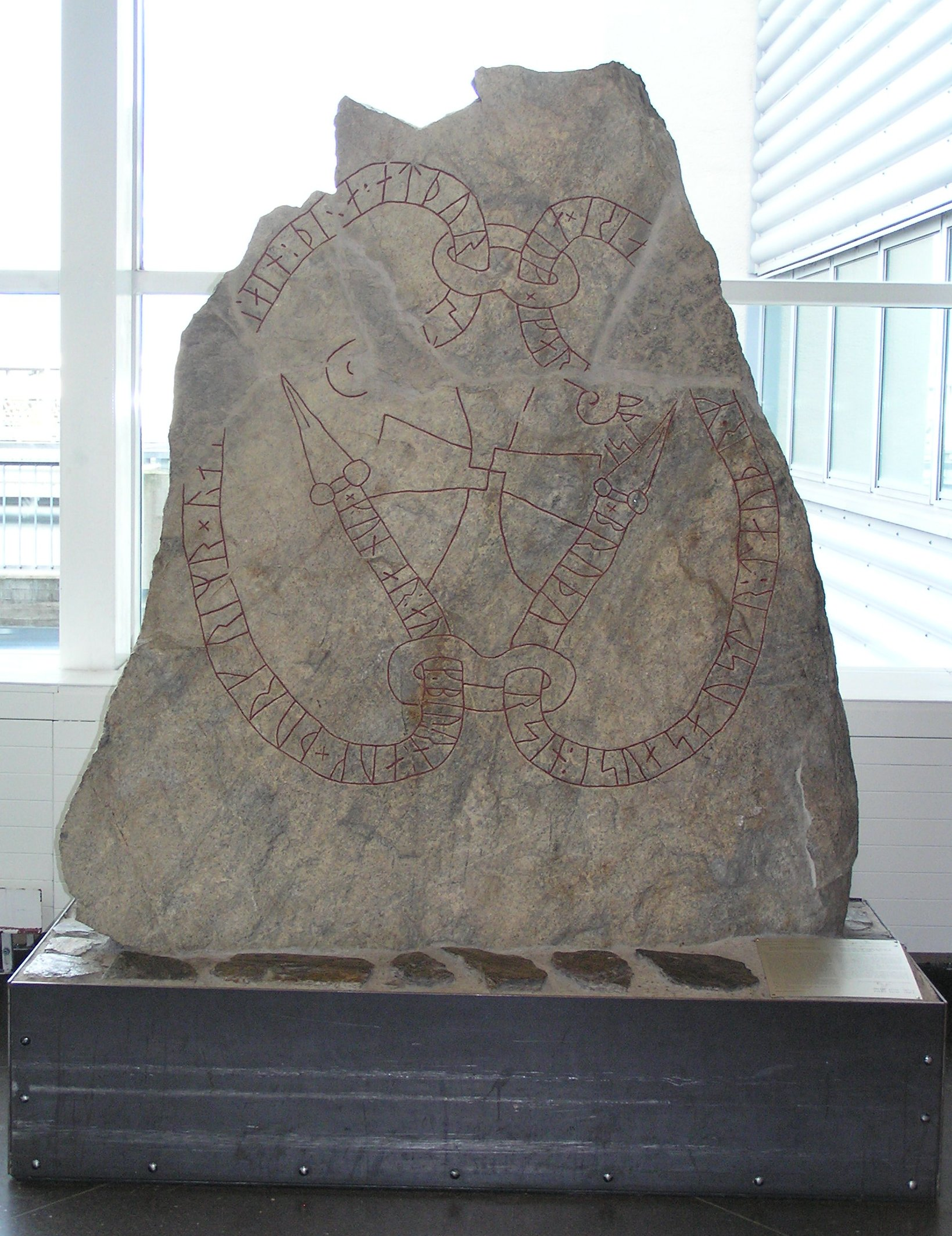
U Fv1992;157 från Måby gård i  Husby-Ärlinghundra sn.
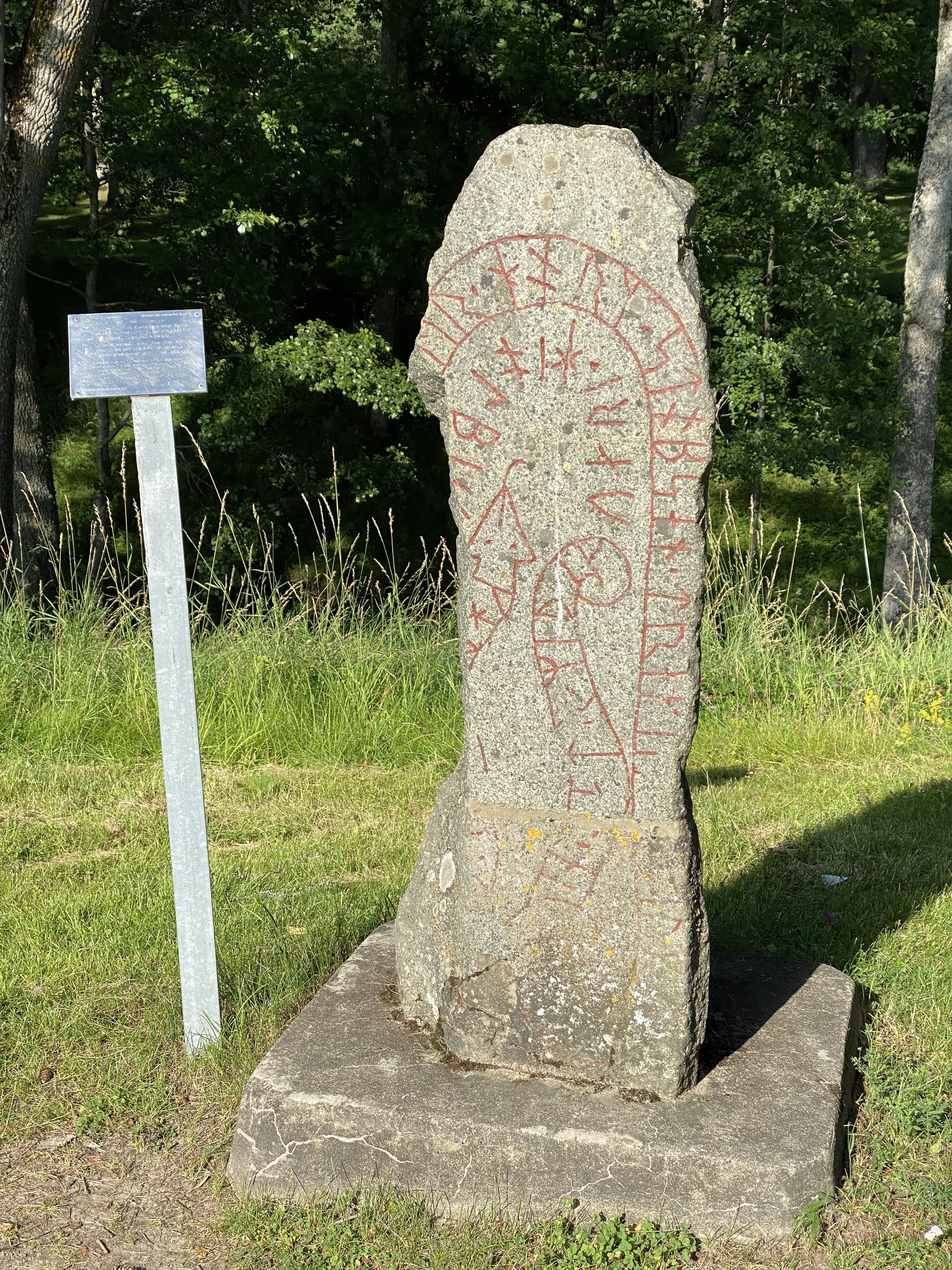
Vs 19, Berga, Skultuna socken
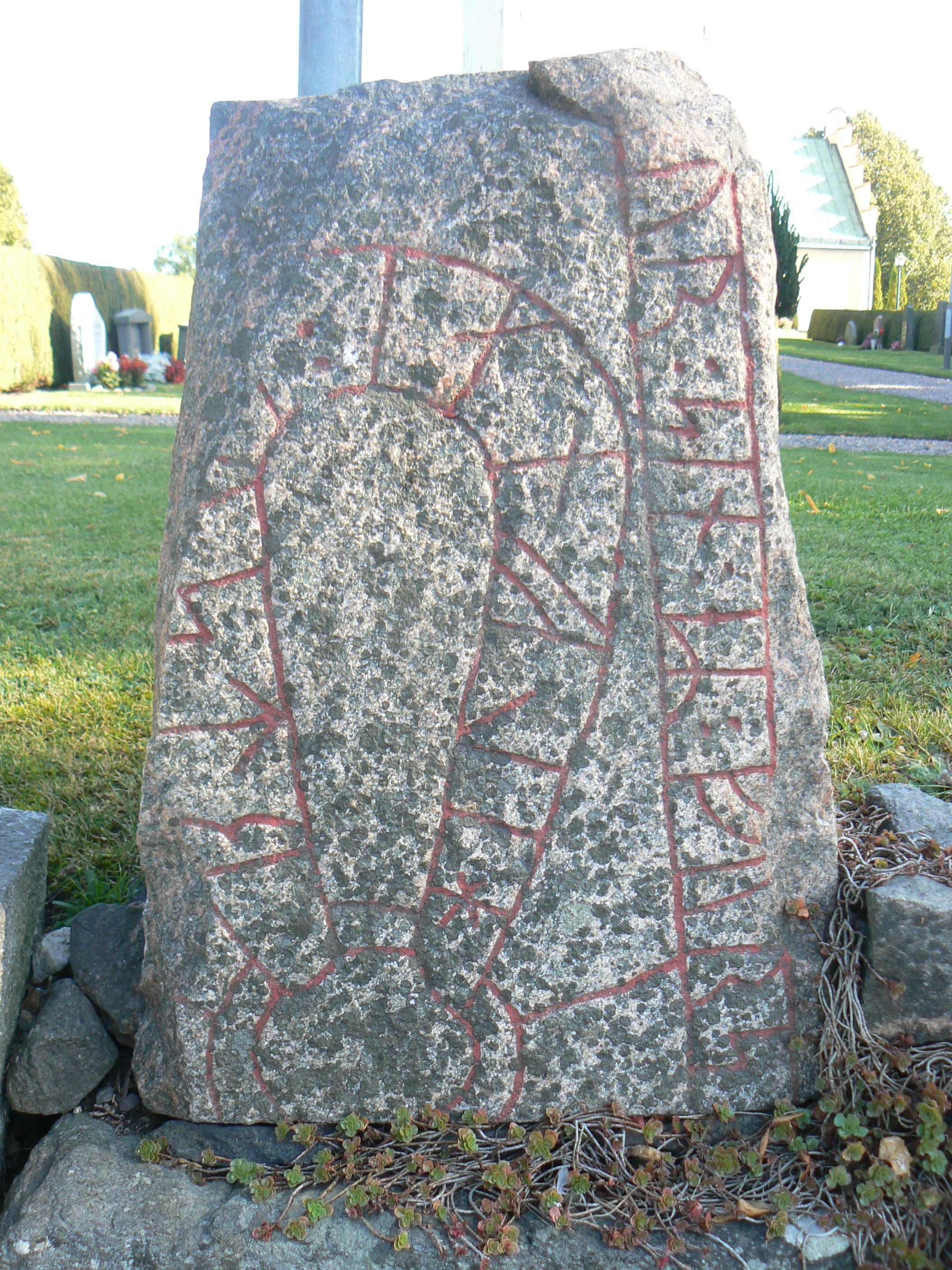
Ög 145, Dagsbergs kyrka, Dagsbergs socken
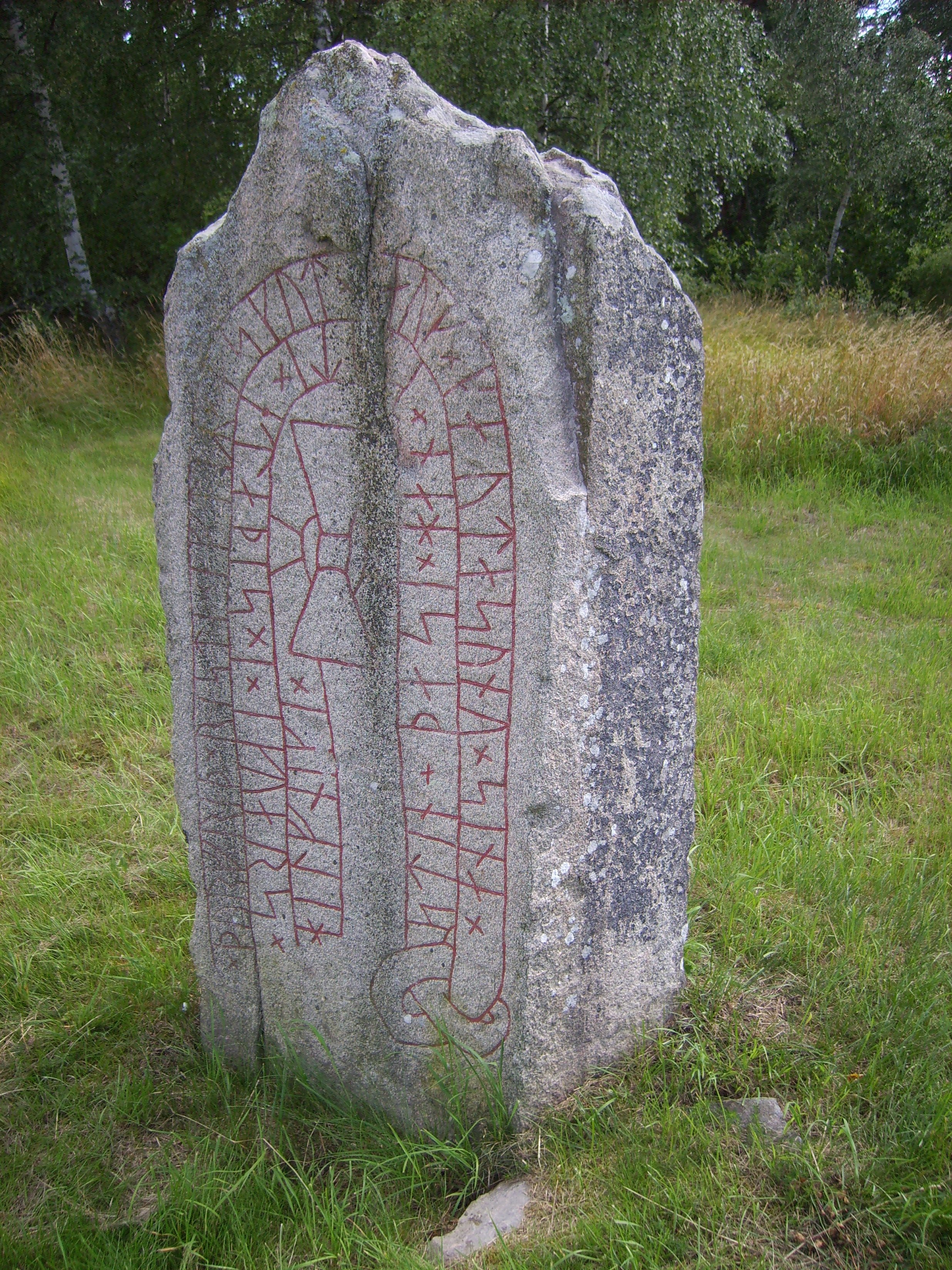
Ög 155, Bjällbrunna utanför Norrköping